# Theater Ins Blau
Theater Ins Blau is een Nederlands vlakkevloertheater aan de Haagweg in Leiden.
De huidige locatie opende in september 2012. Tot die tijd was Theater ins Blau gevestigd aan de Leidse Rijnsburgerweg in een voormalig asielzoekerscentrum (oorspronkelijk de zusterflat 'Nieuweroord'). Vanwege de komende sloop van dat gebouw, in combinatie met de sluiting van het LAKtheater, bleek de gemeente Leiden bereid de nieuwe ruimte als casco beschikbaar te stellen, waarna de 'Stichting Ins Blau' zorgde voor de verdere invulling als theater. De stoelen zijn door Herman Hertzberger ontworpen voor theater Markant in Uden, waar ze na een verbouwing beschikbaar kwamen voor Ins Blau. Naast de theaterzaal is er een drietal repetitiestudio's.
Het theater biedt ruimte aan 200 toeschouwers.